# Альвін Дольфус
Альвіна Дольфус (прізвище при народженні — Глінке; нар. 12 лютого 1897 — 25 лютого 1973) — дружина колишнього канцлера Австрії Енгельберта Дольфуса.

## Біографія
Народилася 12 лютого 1897 року. На момент вбивства її чоловіка Дольфус перебувала в Італії разом з Беніто Муссоліні, який дозволив їй скористатися своїм приватним літаком, щоб поспішити назад до Австрії. Вона похована на кладовищі Гітцінгер. Дольфус також була сатиризована в п'єсі Бертольта Брехта Кар'єра Артуро Уі 1941 як персонаж «Бетті Дуллфіт».
Після 1946 року Дольфус жила в Труро, Нова Шотландія в Канаді, разом зі своїми двома дітьми, перш ніж покинути її в 1957 році.
Померла 25 лютого 1973 року у віці 76 років.

## Сім'я
Мала двох дітей — Ганнерля і Єву. Похована разом з ними і чоловіком.